# Achhnera
Achhnera is een stad en gemeente in het district Agra van de Indiase staat Uttar Pradesh. 

## Demografie
Volgens de Indiase volkstelling van 2001 wonen er 19.974 mensen in Achhnera, waarvan 53% mannelijk en 47% vrouwelijk is. De plaats heeft een alfabetiseringsgraad van 56%. 